# Kopretina panonská
Kopretina panonská (Leucanthemum adustum) je květina z rodu Leucanthemum (kopretina) z čeledi hvězdicovité. Další kopretiny vyskytující se v České republice jsou ještě kopretina irkutská a kopretina bílá.

## Popis
Vytrvalá bylina. Lodyhy (20)-30-40-(50) cm vysoké, přímé, alespoň v dolní části chlupaté, většinou jednohlavé, v horní třetině většinou bez listů. Listy jsou střídavé, jasně zelené, poněkud masité, tuhé; dolní listy jsou většinou laločnaté, 5-10 cm dlouhé, s 6-20 ostrými zuby na každé straně; střední listy jsou obvejčitě kopinaté 3-8 × 0,5-1,5 cm; střední a horní listy jsou se zaoblenou nebo zúženou, často zubatou, ale ne přisedlou bází. Květní hlávky o průměru 3,5-5,5 cm. Listeny jsou na okraji černohnědé. Okrajové květy jsou samičí, s bílými jazyky, ostatní květy jsou oboupohlavné, trubkovité, žluté. Plody 2,5-3,3 mm dlouhé. Barva plodu je hnědá až černá. 2n=54. Kvete v květnu až říjnu.

## Areál rozšíření
Vyskytuje se v pahorkatinách a podhůří. Tato kopretina se vyskytuje pouze ve středozápadních Čechách a na jižní a střední Moravě. Tento druh je méně hojnější než již zmíněné druhy kopretina irkutská a kopretina bílá. Hojná je v Maďarsku a Bulharsku, ale roste i v Rakousku a Polsku. V Česku se vyskytuje hlavně v Bílých Karpatech, kde roste na úživnějších loukách a pastvinách, ale i v skalnatých a kamenitých stráních v teplejších oblastech. Dnes je ohrožená kvůli zničení luk, kde rostla.